# Laagagcha (kommun)
Laagagcha (franska: Laagagcha (CR), Laagagcha (Commune Rurale), arabiska: كرديد) är en kommun i Marocko.   Den ligger i provinsen Sidi Bennour och regionen Casablanca-Settat, 240 km sydväst om huvudstaden Rabat. Antalet invånare är 14 313.